# شريسوستومووس ميشيل
شريسوستومووس ميشيل (6 ديسمبر 1986 بريو دي جانيرو في البرازيل - ) هو لاعب كرة قدم برازيلي في مركز الهجوم. لعب مع إثنيكوس ونادي أمريكا ونادي أوبه وTupi Football Club ‏ ونادي مادوريرا وAmérica Futebol Clube (Teófilo Otoni) ‏ وClube Atlético Metropolitano ‏ والبورك بولدسبيلكلوب ‏.